# Шиверский
Шиверский — посёлок в Богучанском районе Красноярского края России. Административный центр и единственный населённый пункт Шиверского сельсовета. Выделен в 1991 году из Красногорьевского сельсовета.

## История
Посёлок Шиверский был основан в 1956 году.

## География
Посёлок находится в северо-восточной части края, на правом берегу реки Ангары, вблизи впадения в неё реки Нижней, на расстоянии приблизительно 16 километров (по прямой) к востоку-северо-востоку (ENE) от села Богучаны, административного центра района. Абсолютная высота — 141 метр над уровнем моря.

## Население
| 2010 | 2012  | 2013  | 2014  | 2015  | 2016  | 2017  |
| ---- | ----- | ----- | ----- | ----- | ----- | ----- |
| 1110 | ↘1069 | ↘1034 | ↘1013 | ↘1007 | ↗1009 | ↘1002 |

Гендерный состав
По данным Всероссийской переписи населения 2010 года в гендерной структуре населения мужчины составляли 49,3 %, женщины — соответственно 50,7 %.
Национальный состав
Согласно результатам переписи 2002 года, в национальной структуре населения русские составляли 88 % из 1211 чел.

## Инфраструктура
В посёлке функционируют средняя общеобразовательная школа, детский сад, фельдшерско-акушерский пункт (филиал Богучанской районной больницы), библиотека, сельский дом культуры и отделение Почты России.

## Улицы
Уличная сеть посёлка состоит из семи улиц и четырёх переулков.